# Luana Lira
Luana Lira (5 de marzo de 1996) es una saltadora brasileña. Representó a Brasil en el Campeonato Mundial de Natación en 2015, 2017 y 2019. Ella se clasificó para representar a Brasil en los Juegos Olímpicos de Tokio 2020.
En 2019, ganó la medalla de plata por equipos femeninos en los Juegos Mundiales Militares de 2019 celebrados en Wuhan, China. En la Copa de Saltos de Brasil 2019, Luana ganó dos medallas de oro (1 m trampolín y 3 m sincronizado femenino) y una medalla de plata (3 m trampolín). El deportista de saltos ornamentales se aseguró un lugar en los Juegos Olímpicos de Tokio 2020 al llegar a las semifinales del Preolímpico, en la modalidad de trampolín de 3 metros. Compitió en la Copa del Mundo de Saltos FINA 2021.